# Challenger de Braunschweig 2022
El Challenger de Braunschweig, Brawo Open 2022 por razones de patrocinio fue un torneo de tenis profesional que se jugó sobre tierra batida en la ciudad alemana de Braunschweig, fue la vigésimo octava edición del torneo y formó parte del ATP Challenger Tour 2022, se disputó entre el 4 y el 9 de julio.

## Jugadores participantes del cuadro de individuales

### Cabezas de serie
| Favorito | País                 | Jugador             | Ranking | Resultado en el Torneo         |
| -------- | -------------------- | ------------------- | ------- | ------------------------------ |
| 1        | Bandera de España    | Pedro Martínez      | 50      | Segunda ronda                  |
| 2        | Bandera de Argentina | Federico Coria      | 67      | Cuartos de final               |
| 3        | Bandera de Argentina | Federico Delbonis   | 84      | Primera ronda                  |
| 4        | Bandera de España    | Bernabé Zapata      | 90      | Cuartos de final               |
| 5        | Bandera de Suiza     | Henri Laaksonen     | 96      | Semifinales                    |
| 6        | Bandera de España    | Carlos Taberner     | 98      | Baja antes de la primera ronda |
| 7        | Bandera de Colombia  | Daniel Elahi Galán  | 109     | Primera ronda                  |
| 8        | Bandera de Perú      | Juan Pablo Varillas | 110     | Primera ronda                  |

- Ranking del 27 de junio[2]

## Otros participantes
Los siguientes jugadores entraron al cuadro principal gracias a una invitación (wildcard).
- Pedro Martínez
- Rudolf Molleker
- Marko Topo

Los siguientes jugadores entraron al cuadro principal gracias a una excepción especial (SE).
- Benjamin Hassan
- Zhizhen Zhang

Los siguientes jugadores entraron como alternativos al cuadro principal.
- Marco Cecchinato
- Sumit Nagal

Los siguientes jugadores ingresaron al cuadro principal mediante la fase previa.
- Adrian Andreev
- Oscar José Gutiérrez
- Maxime Janvier
- Jozef Kovalík
- Oleksii Krutykh
- Kacper Zuk

Los siguientes jugadores entraron al cuadro como lucky losers
- Michael Geerts

## Campeones

### Individual Masculino
- Jan-Lennard Struff derrotó en la final a  Maximilian Marterer, 6–2, 6–2

### Dobles Masculino
- Marcelo Demoliner /  Jan-Lennard Struff derrotaron en la final a  Roman Jebavý /  Adam Pavlásek, 6–4, 7–5